# Gram (sværd)
 For alternative betydninger, se Gram. (Se også artikler, som begynder med Gram)
Gram eller Balmung er det sværd, som Odin gav til helten Sigmund. Det var med det, Sigurd Fafnersbane nedlagde dragen Fafner.
Det er fremstillet af smeden Vølund.

## I moderne litteratur
I Lars-Henrik Olsens roman Kampen om sværdet (1991), som er en del af Erik Menneskesøn-serien, finder hovedpersonen sværdet og må kæmpe med jætterne om det. 
| Nordisk mytologi | Spire Denne artikel om nordisk religion og mytologi er en spire som bør udbygges. Du er velkommen til at hjælpe Wikipedia ved at udvide den. |